# Oxytropis hystrix
Oxytropis hystrix är en ärtväxtart som beskrevs av Alexander Gustav von Schrenk. Oxytropis hystrix ingår i släktet klovedlar, och familjen ärtväxter. Inga underarter finns listade i Catalogue of Life.